# Jochen May
Jochen May ist ein ehemaliger deutscher Basketballspieler.

## Laufbahn
May bestritt in der Saison 1989/90 zwei Spiele für den Bundesligisten MTV 1846 Gießen. 1990 wechselte er zum TV Lich und spielte mit der Mannschaft später in der 2. Basketball-Bundesliga. Nach dem Ende seiner Zeit als Leistungsbasketballspieler bestritt er an der Seite von Kai Löffler, Thorsten Leibenath und Christian Maruschka zeitweise Wettkämpfe mit der Altherrenmannschaft des TV Lich.